# 外滩中心
上海外滩中心（英語：Bund Center, Shanghai），是一座上海写字楼。

## 历史
建成于2001年，由波特曼建筑设计事务所负责设计，其商务楼顶部别具一格的菠蘿造型成为其最具标志性的象征。地址为延安东路222号，座落于上海黄浦区外滩的黄金地带，毗邻黄浦江，延安东路高架和上海自然博物馆。其包括外滩中心商务楼和外滩中心威斯汀酒店两部分，商务楼共50层高198米，分立商务楼西南、西北位置的两栋威斯汀大饭店为26层，总建筑面积约190000平方米。
外滩中心商务楼是上海规格最高的商务写字楼之一，其入驻商户包括知名跨国企业德勤、诺基亚、摩根士丹利等。外滩中心威斯汀大饭店由美国万豪国际集团管理，亦是上海知名豪华酒店。
外滩中心最大母公司則是新加坡交易所上市的外灘中心投資。